# Huelgas ferroviarias de 1950 y 1951 en Argentina
Las huelgas ferroviarias de 1950 y 1951 en Argentina fueron tres huelgas consecutivas realizadas en Argentina por los trabajadores de la recién creada empresa estatal Ferrocarriles Argentinos entre noviembre de 1950 y enero de 1951 tuvieron origen en un reclamo de aumento salarial y que se desarrolló al margen de las autoridades del sindicato Unión Ferroviaria que nucleaba a la mayoría de los trabajadores de la actividad.
La intranquilidad ocasionada por la declinación de los salarios reales de los ferroviarios y la inacción de sus dirigentes, que unos días antes del paro habían afirmado que “cualquier intento de turbar la vida interna del gremio ferroviario es un ataque a la Patria, al Justicialismo y al General Perón”  determinaron a los obreros a elegir en asamblea una Comisión Consultiva de Emergencia para coordinar las acciones y las negociaciones e iniciaron una huelga el 15 de noviembre de 1950. Al avanzar el conflicto entró en juego la discusión en lo concerniente a la autonomía gremial, la cual se consideraba en peligro al mantenerse desde la dirigencia una postura abiertamente favorable al gobierno, y desatenta a las demandas de las bases. El sindicato de maquinistas La Fraternidad, que no participó de las medidas, manifestó su solidaridad con ellas.
La primera huelga se inició el 19 de noviembre de 1950 y se extendió durante cinco días, hasta el 24 de noviembre, al arribar la Comisión de Emergencia a un acuerdo con el Ministro de Transportes coronel Juan Francisco Castro en el que los huelguistas obtuvieron un aumento del 22% además del salario familiar por esposa e hijo hasta los 18 años. En diciembre, la Unión Ferroviaria intervino ocho de sus filiales, el ministro de Transportes redujo los aumentos salariales que había acordado y algunos obreros que habían participado de la huelga fueron despedidos y encarcelados. La comisión consultiva de emergencia dio un comunicado reiterando el requerimiento de una escala en los sueldos de 550 a 700 pesos en 10 años que era lo que constaba en el acuerdo firmado, el levantamiento de las medidas disciplinarias y de represalias adoptadas como consecuencia del conflicto y la renuncia de la comisión directiva de la Unión Ferroviaria.
El 14 de diciembre iniciaron una nueva huelga; la Unión Ferroviaria fue intervenida por la Confederación General del Trabajo y quienes estaban a cargo de la intervención, que eran ajenas al gremio ferroviario, se negaron a normalizar las filiales como pedían los huelguistas en tanto se continuaron los despidos. y la policía reprimió las manifestaciones obreras, deteniendo a gran cantidad de manifestantes.
El 20 de diciembre las partes llegaron a un nuevo acuerdo, que restituía la escala del convenio anterior y respecto del salario familiar lo disponía para esposa e hijos hasta los 15 años de edad. Simultáneamente, comenzaron a ser liberados algunos de los huelguistas detenidos con motivo del conflicto.
Las negociaciones continuaron pero sin avances. Disconforme con las gestiones que había realizado el Secretario de Transportes, coronel Castro, Perón lo hizo renunciar el 16 de enero de 1951, y el 23 de enero el Congreso Extraordinario de delegados de los distintos ferrocarriles declaró la huelga por tiempo indeterminado a partir de esa fecha exigiendo: 1- Aplicación inmediata de la escala modificada para peones y guardabarreras; 2- Inmediata modificación del escalafón vigente con participación de la Comisión Consultiva de Emergencia; 3- Cese de la intervención cegetista y elecciones en un plazo no mayor a 60 días. Las autoridades gubernamentales rechazaron de plano la medida y declararon la ilegalidad del paro. El Ministerio de Transporte de la Nación publica el mismo día un comunicado donde expresa que aquellos trabajadores que no se presenten a trabajar serán inmediatamente reemplazados.
El presidente Perón dispuso el 25 de enero de 1951 la movilización militar de los obreros ferroviarios y centenares de trabajadores fueron encarcelados y unos dos mil de ellos fueron despedidos. El 20 de junio de 1951 Perón indultó a 611 obreros procesados, quedando 24 en prisión.

## Contexto
El Estado jugó un rol importante en el proceso de reformas sociales iniciadas en la Argentina en el período que va en paralelo al fin de la Segunda Guerra Mundial, puesto que redefinió los parámetros legales que regulaban las relaciones entre empleados y empleadores. Para esto se hacía necesaria una clase obrera que reconozca los
derechos ganados y confíe en el gobierno para la implementación del resto de sus reivindicaciones. No obstante, un análisis de las huelgas acaecidas durante
el período que va de 1946 a 1948 demuestra la participación activa de los trabajadores en procura de asegurarse la implementación de dichas reformas y obligar a la patronal a aceptar. 
Por otra parte, en el período posterior, que va de 1949 a 1951 se produjeron importantes conflictos que pueden considerarse como los primeros síntomas de ruptura de la alianza que se había gestado en 1946 entre el movimiento obrero y el Estado. Si bien existía buena disposición de apoyar a Perón, esto se debía a la imposibilidad clara de crear un movimiento obrero fuerte e independiente. Esto confluyo en, por un lado un conflicto ideológico entre los sindicatos y el Estado, y por otro un conflicto económico entre las bases y los sindicatos. Los más afectados por estas discrepancias resultaron ser los bancarios, trabajadores del azúcar, ferroviarios y gráficos. 
A principios de 1945 la relación de Perón con los sindicatos presentaba grandes variaciones. Por una parte tenía el apoyo entusiasta de muchos gremios pequeños en el interior del país. También contaba con el apoyo de ciertos gremios relativamente nuevos, cuyo poder comenzaba a incrementarse, y que se concentraban en las ciudades grandes y en industrias claves. Sin embargo esta relación no estaba exenta de contradicciones y los conflictos sociales estaban lejos de apaciguarse. Se usó a los sindicatos como respaldo en momentos de crisis. Para los opositores, este respaldo no era tanto evidencia de la legitimidad política del peronismo sino más bien de la
manipulación demagógica de dirigentes obsecuentes (Little, 1979).

## Compra de los ferrocarriles
Antes del año 1947, el ferrocarril pertenecía a capitales ingleses y franceses. El 1 de julio de aquel año, el Estado argentino, a través del entonces presidente Perón, nacionalizó todas las empresas ferroviarias. En 1948 se creó la empresa estatal Ferrocarriles Argentinos, que pasó a controlar la red ferroviaria del país. El gobierno argentino invirtió 2462 millones de pesos para la adquisición de la red ferroviaria, pese a que la Dirección Nacional de Transporte los había valuado en 730 millones. Las preocupaciones políticas del gobierno llevaron a una incorrecta administración del servicio, lo que provocó una disminución en los niveles de eficiencia y una importante pérdida en el monto de las ganancias.

## Causas del conflicto
En principio la huelga se puede explicar a partir de la demanda de aumentos salariales, sin embargo autores como Doyon van más allá en su análisis del conflicto entendiendo que no solo se debió a este objetivo o a la oposición ideológica de los dirigentes ad hoc, sino también a la pésima gestión del gobierno y de las autoridades oficiales de la Unión Ferroviaria..
Por otra parte, para entender las causas del conflicto se debe atender a los principales actores sociales implicados en el mismo. Si bien en un primer momento los ferroviarios se vieron identificados con el programa político peronista, no debe olvidarse que se trataba de un gremio de larga tradición que había atravesado numerosas luchas y negociaciones, por lo que no cabía la posibilidad de que tan solo se subordinaran a las necesidades del gobierno. Dentro del gremio comenzaron a resaltar las diferencias en cuanto a los reclamos y las formas en las que debían llevarse a cabo. Se formaron nuevos espacios de discusión por fuera de la Unión Ferroviaria
como las asambleas inter-seccionales que derivo en la creación de Comisiones de Enlace. Esta fue acusada de complot y sabotaje al gobierno, siendo así desestimadas las demandas, pese a que en ella participaban muchos militantes peronistas. El autor Nicolás Contreras, sostiene que se ponía en juego en estas asambleas no solo la adhesión o no al gobierno, sino la identidad obrera y ferroviaria (Contreras; 2009).
Desde 1950 las autoridades tomaron medidas de represión entre las cuales se pueden nombrar: censura a volantes que no fueran enviados por la Comisión Directiva; disolución de comisiones internas, despidos de aquellos jefes y/o directivos abiertamente opositores a Perón siendo reemplazados por lo que ellos entendían como “auténticos y leales peronistas”; persecución sobre actividades asamblearias no permitidas, de las cuales se elevaría un informe a las Comisiones Ejecutivas para tomar las medidas correspondientes.
Los trabajadores, lejos de tener una actitud pasiva, continuaron con sus reclamos y establecieron las redes de relaciones necesarias para sostener la medida de lucha que finalmente estalla en 1950.
La huelga continuó a pesar de que el gobierno del presidente Juan Domingo Perón la declaró ilegal y que la Confederación General del Trabajo intervino en contra de los huelguistas y los trabajadores solamente retornaron al trabajo cuando en virtud de un decreto de Perón del 25 de enero de 1951 se dispuso la movilización militar de los mismos.
El gobierno atacó a los huelguistas llamándoles “traidores al servicio de interese foráneos y Perón afirmó que la huelga había sido obra de “mil o dos mil agitadores y 148000 hombres confundidos”.

## Desarrollo de la huelga

### Primera etapa de la huelga (noviembre de 1950).
La primera huelga que inicia el ciclo de protestas ferroviarias comienza el 15 de noviembre de 1950 con un paro de los peones del Ferrocarril General Roca, a quienes se irían sumando los guardabarreras, personal de cargas, guardacoches y personal de paso a nivel. La Unión Ferroviaria, apenas iniciado el conflicto, lo rechaza por considerar que se trataba de una acción desestabilizadora contra el gobierno protagonizada por sectores antiperonistas, por lo cual exhortó a los trabajadores a retornar inmediatamente sus puestos. La respuesta no solo fue una negativa absoluta sino que, poco a poco, la huelga de extendió a más ramales como el Mitre, Sarmiento y San Martín. El gobierno tuvo que establecer servicios de ómnibus de emergencia, tanto para el transporte de pasajeros como para asegurar el abastecimiento de productos básicos como la leche y el pan.
Para fines de noviembre el reclamo no se agotaba en aumentos salariales. Entraron en juego luchas políticas en lo concerniente a la autonomía gremial, la cual se consideraba en peligro al mantenerse desde la dirigencia una postura abiertamente favorable al gobierno, y desatenta a las demandas de las bases. Por su parte los
trabajadores decidieron discutir en reuniones clandestinas para organizarse, pero las mismas solían ser desarmadas por la Unión Ferroviaria con ayuda de la policía.
Se estableció una Comisión Consultiva de Emergencia, formada por delegados de diferentes seccionales, para lograr dar un fin a la huelga, solución que la unión ferroviaria no podía facilitar principalmente por la falta de legitimidad que sus directivos se ganaron entre los trabajadores. Sin embargo esta comisión no logra conquistar la confianza de los trabajadores, quienes decidieron llevar a cabo las negociaciones por sus medios. Se organizó una asamblea en el Ministerio de Trabajo con la Unión Ferroviaria y los huelguistas, en la misma se resuelve levantar la huelga con la consiguiente normalización de los servicios. También miembros de la Unión Ferroviaria se reunieron con Eva Perón, donde trataron a fondo las causas del conflicto y las posibles soluciones inmediatas al mismo. Se manifestaron en total adhesión al
proyecto encabezado por Perón y a la labor llevaba a cabo por el Ministerio de Transportes y la CGT. Nota “Ferroviarios en la Casa de Gobierno”. El Día, 28 de noviembre de 1950..No obstante, entre el 3 y el 8 de diciembre las autoridades de la Unión Ferroviaria intervinieron a ocho filiales implicadas en la huelga, el gobierno rescindió el acuerdo y redujo los aumentos salariales que había prometido, encarcelando y despidiendo a varios huelguistas.
El 16 de diciembre los trabajadores retomaron la lucha, que se generalizó. El 19 del mismo mes el sindicato fue intervenido y muchos huelguistas son despedidos y los locales fueron clausurados.

### Segunda etapa de la huelga (diciembre de 1950)
Hacia fines de diciembre de 1950 se realizaron nuevas reuniones entre la comisión directiva de la Unión Ferroviaria y el Ministerio de Trabajo, para establecer acuerdos y poner fin a los conflictos. La misma semana la Comisión Consultiva de Emergencia llama a los ferroviarios a reunirse en diversos puntos de la capital federal como plaza Miserere, plaza Constitución, Retiro y Chacarita. Mientras la CGT se encontraba reunida con los interventores de la Unión Ferroviaria y el ministro de Trabajo, reunión en Casa Rosada la que se decide otorgar el aumento salarial demandado. La medida es bien recibida por la Comisión Consultiva, que sin embargo no dejó de condenar las medidas represivas del gobierno y continuó exigiendo la liberación de los compañeros detenidos. Durante las semanas siguientes el conflicto entró en una etapa donde no había avances de ningún tipo.
La primera huelga se inició el 19 de noviembre de 1950 y se extendió durante cinco días, hasta el 24 de noviembre, al arribar la Comisión de Emergencia a un acuerdo con el ministro de Transportes coronel Juan Francisco Castro en el que los huelguistas obtuvieron un aumento del 22% además del salario familiar por esposa e hijo hasta los 18 años. En diciembre, la Unión Ferroviaria intervino ocho de sus filiales, el ministro de Transportes redujo los aumentos salariales que había acordado y algunos obreros que habían participado de la huelga fueron despedidos y encarcelados. La comisión consultiva de emergencia dio un comunicado reiterando el requerimiento de una escala en los sueldos de 550 a 700 pesos en 10 años que era lo que constaba en el acuerdo firmado, el levantamiento de las medidas disciplinarias y de represalias adoptadas como consecuencia del conflicto y la renuncia de la comisión directiva de la Unión Ferroviaria.

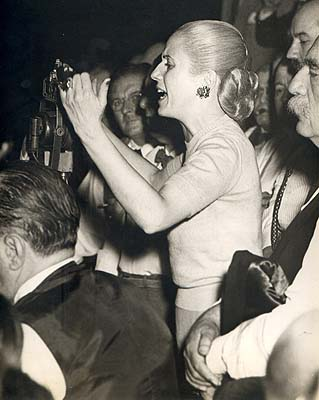
Eva Duarte de Perón

### Tercera Etapa de la huelga (enero de 1951)
El 23 de enero el Congreso Extraordinario de delegados de los distintos ferrocarriles declaró la huelga por tiempo indeterminado a partir de esa fecha exigiendo: 1- Aplicación inmediata de la escala modificada para peones y guardabarreras; 2- Inmediata modificación del escalafón vigente con participación de la Comisión Consultiva de Emergencia; 3- Cese de la intervención cegetista y elecciones en un plazo no mayor a 60 días. Las autoridades gubernamentales rechazaron de plano la medida y declararon la ilegalidad del paro. El Ministerio de Transporte de la Nación publica el mismo día un comunicado donde expresa que aquellos trabajadores que no se presenten a trabajar serán inmediatamente reemplazados.
Ante la magnitud del conflicto, Eva Perón se hizo presente por las zonas de Remedios de Escalada, Lanús y Lomas de Zamora exigiéndoles a los trabajadores que retornar a sus puestos de trabajo. Esta presencia de la esposa del presidente abogando a la solidaridad obrera para con el gobierno peronista, llegó a convertirse en uno de los hitos del primer gobierno de Perón al punto de ser retomado y recordado en las filmaciones biográficas que se realizaron desde la década del noventa.
Desde el Estado se tomaron medidas más represivas como el despido de los integrantes de la Comisión Consultiva de Emergencia y el reforzamiento de la presencia policial en las distintas estaciones ferroviarias.En la misma semana otros gremios como los harineros, camioneros, transportistas y automotor, declaran su rechazo a la medida, siendo esto un nuevo elemento de presión para los huelguistas profundizando su aislamiento.Por su parte los ferroviarios comenzaron a exigir la intervención de Perón para que normalizara las actividades y atendiera los reclamos.
El aumento de los salarios resultaba una medida imposible de aplicar en un Estado que buscaba avanzar en cuanto a productividad reduciendo el gasto público, entre ellos los costos laborales. El avance de los derechos y beneficios sociales encontraron un claro límite en un sistema económico que continuaba respondiendo al capitalismo. En cuanto a la posición de Perón fue clara y el comunicado del 24 de enero lo hizo explícito: “los que no se presentaron a cumplir con el servicio “serán exonerados”; quienes han dirigido la huelga “serán entregados a la justicia federal por violar la Ley de Seguridad del Estado”; y por último, “promulgaré por decreto la movilización de todo ese personal que se niega a concurrir a sus tareas. Decretada la movilización, el que concurre a su trabajo está movilizado en él; el que no concurra, tendrá que ser procesado e irá a los cuarteles, y se incorporará bajo el régimen militar, de acuerdo con el Código de Justicia Militar”. Esta medida suele ser denominada como «movilización militar de los ferroviarios» en donde cerca de 2000 trabajadores fueron detenidos y 300 quedaron presos.
Para el 26 de enero la huelga había sido derrotada. El Estado estableció su control sobre las organizaciones gremiales buscando colocarlas en el marco de sus políticas gubernamentales. El movimiento se estratificó, la iniciativa obrera se burocratizó, se frenaron las prácticas reformistas y se decretó un período de “estabilización”. (Contreras; 2009).
El período 1950/1951 dejó en claro que la instalación del peronismo no supuso la desmovilización obrera. Tampoco se redujo a un movimiento de protesta contra el gobierno, por el contrario, autores como L. M. Doyon, sostienen que los conflictos obreros de esta época intentaban materializar sus conquistas políticas en el plano económico, de ahí sus demandas en cuanto a mejoras salariales y demás beneficios sociales.

## Desarrollo del conflicto en La Plata
La medida de fuerza emprendida por los trabajadores del ferrocarril en La Plata puede estructurarse en tres momentos y se relaciona directamente con la Huelga General que afecto al servicio ferroviario durante ese periodo: noviembre de 1950; diciembre de 1950; y enero de 1951. Durante el mes de noviembre se ve afectado el servicio
general de trenes, hecho que se extiende a la ciudad de La Plata y que derivará en la cancelación de las actividades. Luego de varios días de conflicto comienza una reorganización paulatina del servicio en la ciudad y el 24 de noviembre como consecuencia de una Asamblea General Extraordinaria llevada a delante por las distintas seccionales se decreta el levantamiento de la huelga.
A mediados de diciembre se reaviva el conflicto y nuevamente el servicio ferroviario se ve interrumpido. En un comunicado, la Comisión Consultiva de Emergencia anuncia que ante la falta de respuesta y resolución a los pedidos realizados con antelación se reanudaran las medidas de fuerza. En La Plata la paralización del servicio fue casi total y el movimiento se redujo al despacho de encomiendas y cargas ya recibidas. El 18 de diciembre en una asamblea convocada por la Comisión Consultiva de Emergencia se decidió reanudar el trabajo, reiniciándose posteriormente los servicios en todas las dependencias.
A finales de enero de 1951 y luego de conocer la resolución adoptada por la Comisión Consultiva de Emergencia los obreros de la estación de La Plata e instalaciones vecinas hicieron abandono del trabajo, hecho que derivo en la cancelación del servicio. Luego de varios días de huelga y como consecuencia de la intervención del gobierno en el conflicto, la normalización de la actividad ferroviaria comenzó gradualmente el día 26 de enero a medida que los trabajadores fueron
reintegrándose a sus tareas.